# Brightwell Castle
Brightwell Castle ist eine abgegangene Burg im Dorf Brightwell-cum-Sotwell zwischen den Städten Didcot und Wallingford in der englischen Grafschaft Berkshire (heute: Oxfordshire).
Die Burg ließ König Stephan im Jahre 1145 bauen. Damals herrschte Die Anarchie, ein Bürgerkrieg zwischen König Stephan und seiner Base, Kaiserin Matilda, deren Hauptquartier im nahegelegenen Wallingford Castle war. 1153 zerstörte Matildas Sohn, der spätere König Heinrich II., Brightwell Castle.
Später wurde auf dem Anwesen ein Herrenhaus errichtet.